# Tetragonias
Tetragonias njalilus, Dicynodon njalilus
Ne doit pas être confondu avec Tetragonia.
Genre
Espèce
Synonymes
- †Dicynodon njalilus von Huene, 1942

Tetragonias est un genre fossile de dicynodonte des lits anisien du Trias moyen de la formation Manda (en) de Tanzanie. Selon Paleobiology Database en 2024, ce genre est resté monotypique et sa seule espèce et espèce type est Tetragonias njalilus.

## Étymologie
Avec tétra signifiant « quatre » et goni signifiant « angle », le nom fait référence à la forme carrée du crâne de Tetragonias vu dorsalement.

## Classification
Le genre Tetragonias est décrit en 1967 par le paléontologue A. R. I. Cruickshank ,.
L'espèce | Tetragonias njalilus est décrite en 1942 par le paléontologue allemand Friedrich von Huene (1875-1969),.

### Fossiles
Selon Paleobiology Database en 2024, le nombre de collections de fossiles référencées est de deux.
Ces deux collections, sont de l'Anisien du Trias moyen, soit donc datées des 247,2 à 242 Ma avant notre ère.

## Description
À ne pas confondre avec la plante Tetragonia, les Tetragonias étaient des anomodontes dicynodontes découverts à la fin des années 1960 par le paléontologue A. R. I. Cruickshank dans la formation de Manda. Seule l'espèce type, T. njalilus, a été reconnue.[2]
On pensait à l'origine qu'elle existait au cours de l'âge du Trias moyen inférieur, également appelé âge anisien, Gay et Cruickshank (1999) ont postulé plus tard que la Formation de Manda pourrait en fait être de l'âge ladinien. Il a été déterminé que cet herbivore terrestre était apparenté aux genres Lystrosaurus et Kannemeyeria.

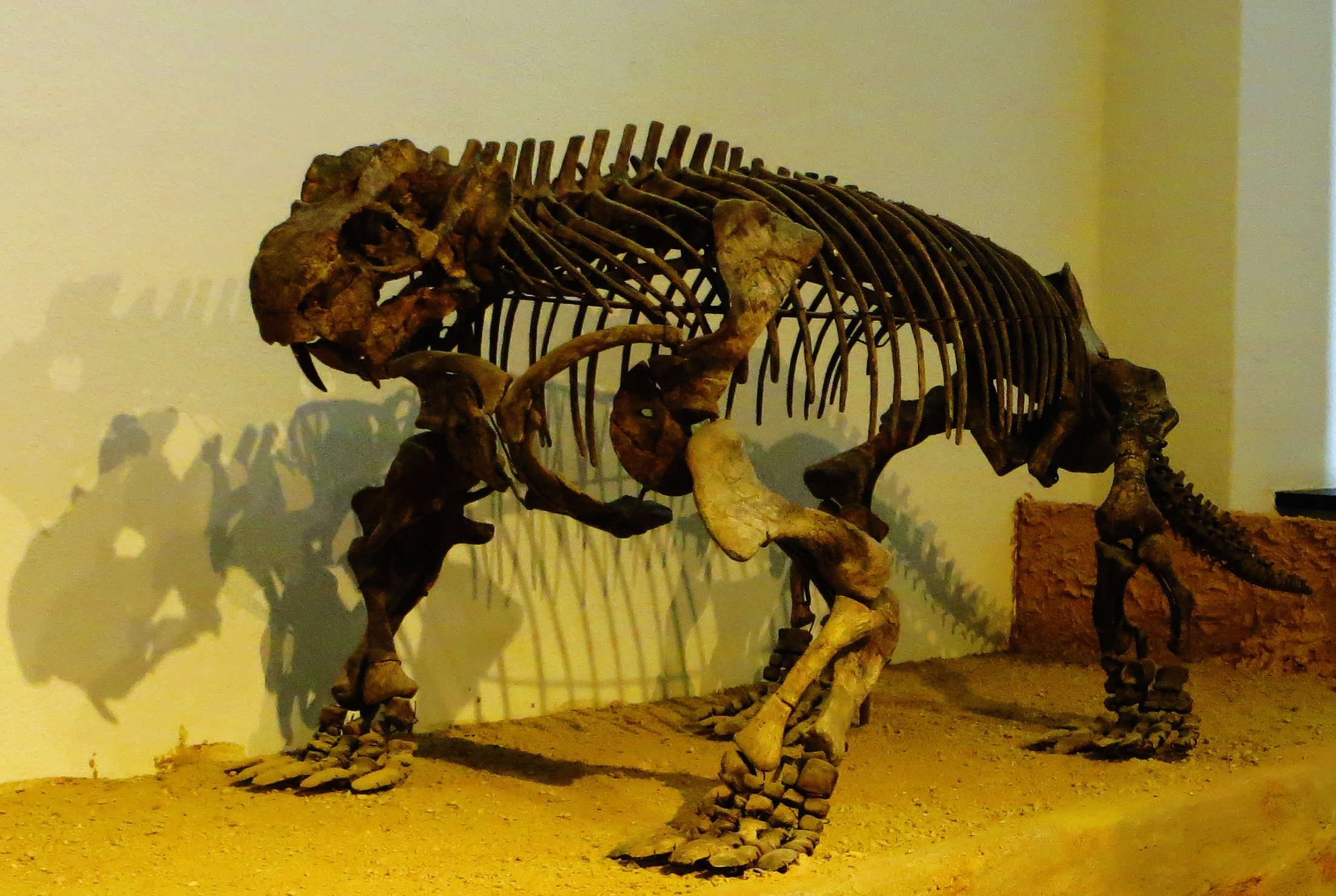
squelette fossile de Tetragonias.

## Découverte et informations historiques
Initialement décrit par F. von Huene en 1942 sous le nom de Dicynodon njalilus, Cruickshank a renommé cette espèce Tetragonias njalilus pour souligner correctement à quel point les structures du palais et des barres intertemporelles de cette créature du Trias étaient différentes des autres dicynodontes principalement du Permien. Il visait principalement à réviser les descriptions antérieures de von Huene du crâne et du squelette postcrânien. La contribution de Cruickshank à la classification scientifique des Tetragonias est celle qui est utilisée aujourd'hui, bien que des questions aient été récemment posées concernant «l'intégrité taxonomique» des Tetragonias en raison de l'attribution erronée par Cruickshank de certaines différences de taille dans les caractéristiques au dimorphisme sexuel par opposition aux différences alimentaires ou d'autres taxons.

## Description et paléobiologie
Quant au diagnostic spécifique de Cruickshank, T. njalilus a été décrit comme un « dicynodonte de taille moyenne, doté de défenses chez les deux sexes » avec une forme globale de crâne rectangulaire en vue dorsale. Il a inclus des détails sur les processus maxillaires entourant les défenses différemment chez les mâles et les femelles, le fait que les os postorbitaux ne rencontrent pas les squamosaux à l'arrière des fenêtres temporales, des informations sur la taille de l'espace interptérygoïdien par rapport à la longueur des narines internes et, plus important encore, que la barre intertemporale est « tirée vers le bas » crête pariétale.

### Crâne
Les os du crâne de T. njalilus sont assez gros. Une caractéristique notable est le « museau fortement baissé », qui a inspiré l’hypothèse d’une possible relation avec le genre Lystrosaurus. Cependant, T. njalilus a des fenêtres temporales beaucoup plus grandes que Lystrosaurus murrayi, ainsi qu'un crâne moins profond, pas de postfrontaux, une crête pariétale et des différences de taille dans certaines parties du palais. Les postorbitales ne couvrent pas les pariétaux au même degré que von Huene l'avait décrit et, comme mentionné précédemment, ne rencontrent pas les squamosaux.
Les ouvertures palatines des narines internes des dicynodontes du Trias sont nettement plus grandes que les ouvertures palatines des dicynodontes du Permien, ce qui est un modèle cohérent qui a incité certains à tenter d'expliquer en utilisant l'idée que les concentrations d'oxygène atmosphérique ont progressivement diminué et ont contribué à mettre fin -Extinction du Permien.

### Squelette postcrânien

#### Ceinture pelvienne et locomotion

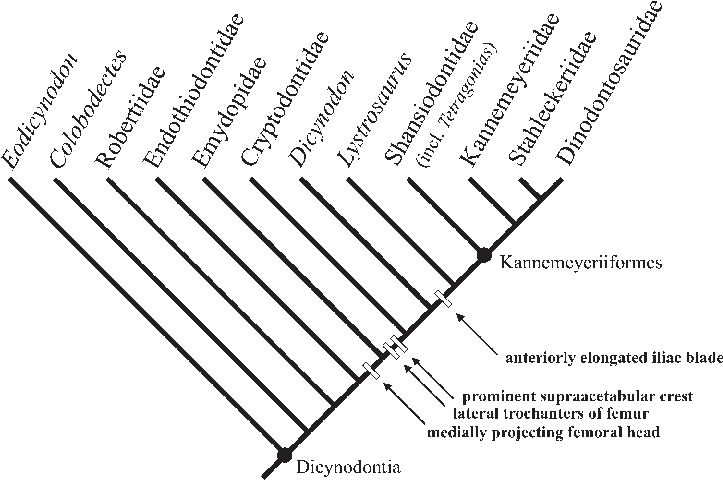
Tetragonias Cladogramme

Pour expliquer davantage la posture de la ceinture pelvienne de Tetragonias, la lame iliaque forme un angle ventromédian avec l'ischion et le pubis. Tous les os pelviens du cotyle sont fusionnés. Il existe une courbure dans le bassin de Tetragonias qui provoque l'extension du pubis et de l'ischion vers l'intérieur et le ventralement (voir Fig. 4 de Fröbisch). Cela fait que la lame iliaque constitue la principale composante verticale de l'os pelvien, ce qui contraste avec ce que suggère l'article de Cruickshank de 1967. Il semble qu’il y ait eu une interprétation erronée selon laquelle l’ensemble du bassin était vertical.
Chez Tetragonias, les marges médiales droites du puboischiadique suggèrent une articulation soutenue par des ligaments ou du cartilage, bien qu'il n'y ait aucune preuve d'une suture ou d'une fusion le long de la ligne médiane. Tous les os pelviens de l'holotype de T. njalilus sur les côtés gauche et droit de la ceinture pelvienne sont fusionnés. Cela indique que le mouvement entre les os pelviens d'un côté du corps était impossible (chez l'animal mature). Le bassin est séparé en une partie orientée verticalement et une partie plus horizontale. Il possède une colonne vertébrale arquée vers le haut, bien que moins prononcée que ce que Cruickshank avait postulé.
Comme mentionné précédemment concernant la contrainte biomécanique sur le membre postérieur, la majeure partie du poids corporel de Tetragonias aurait été supportée par le membre postérieur en adduction plutôt que par le bassin : « Dans cette orientation de la ceinture pelvienne, la crête supraacétabulaire surplombe fortement l'acétabulum, formant un toit dorsal bien développé jusqu'à la surface d'articulation pointant latéralement. Cette caractéristique met l'accent sur une transmission directe de la charge corporelle du bassin au fémur, ce qui entraîne une position plus en adduction du membre postérieur.
Cela empêche les « Tetragonias » de s'étendre, mais plutôt une démarche parasagittale.

### Vertèbres
La plupart des synapsides ne possèdent que trois vertèbres sacrées, qui s'articulent avec l'ilion et sont vitales pour la locomotion des tétrapodes. Selon Griffin et al., « La synapside ancestrale possédait probablement deux vertèbres sacrées (Romer 1956 ; LeBlanc et Reisz 2014), avec Therapsida et certaines lignées non thérapeutiques (par exemple, Caseidae, Edaphosauridae, Sphenacodontidae) incorporant une troisième vertèbre sacrée de la série caudale »
Les synapsides présentent très peu de variation dans le nombre de vertèbres présacrales, car leur colonne axiale est hautement conservée. Cependant, Dicynodontia, y compris T. njalilus, est une exception, contenant un clade de thérapsides anomodontes avec une morphologie bien plus variable. Ces amonodontes peuvent posséder jusqu'à sept vertèbres sacrées, voire plus, ce qui est tout à fait différent de ses parents thérapsides. Cela est probablement attribuable à la tendance à l'augmentation de la taille du corps observée tout au long de l'histoire évolutive des dicynodontes, qui est positivement corrélée à une augmentation du nombre de vertèbres sacrées. Cela a également conduit à une grande variété de tailles corporelles. Ces vertèbres sacrées sont utilisées comme élément d'identification clé dans la phylogénie des Tetragonias.
Les chercheurs émettent l’hypothèse que les dicynodontes qui ont augmenté leur nombre de vertèbres sacrées de trois à quatre y sont parvenus en ajoutant une nouvelle quatrième vertèbre en avant aux trois autres, qui constituent le sacrum plésiomorphe. (Griffin) Quant aux taxons comportant plus de quatre vertèbres sacrées, ils suivent essentiellement le même plan corporel en ce sens qu'il y a « trois sacrales plésiomorphes... en plus d'une ou plusieurs nouvelles vertèbres... (voir Fig. 1, 2) ... Prises ensemble, nos observations indiquent que tous les dicynodontes avec un nombre sacré donné semblent posséder un sacra de construction identique... La plupart des nouvelles vertèbres sacrées sont ajoutées en avant du sacrum plésiomorphe chez les dicynodontes, avec une seule vertèbre ajoutée en arrière.

#### Autres fonctionnalités
Le basicrâne de la plupart des dicynodontes du Trias est plus court que celui du Permien. Cependant, les « Tetragonias » et quelques autres genres conservent en fait la même longueur basicrânienne que les dicynodontes du Permien.

#### Informations géologiques et paléoenvironnementales
La Formation Manda, également connue sous le nom de Manda Beds, est une formation géologique située dans la région sud de la Tanzanie, dans le bassin de Ruhuhu. La formation est constituée principalement de grès mais se compose également de siltstone et de mudstone.

### Manda Formation, Tanzanie

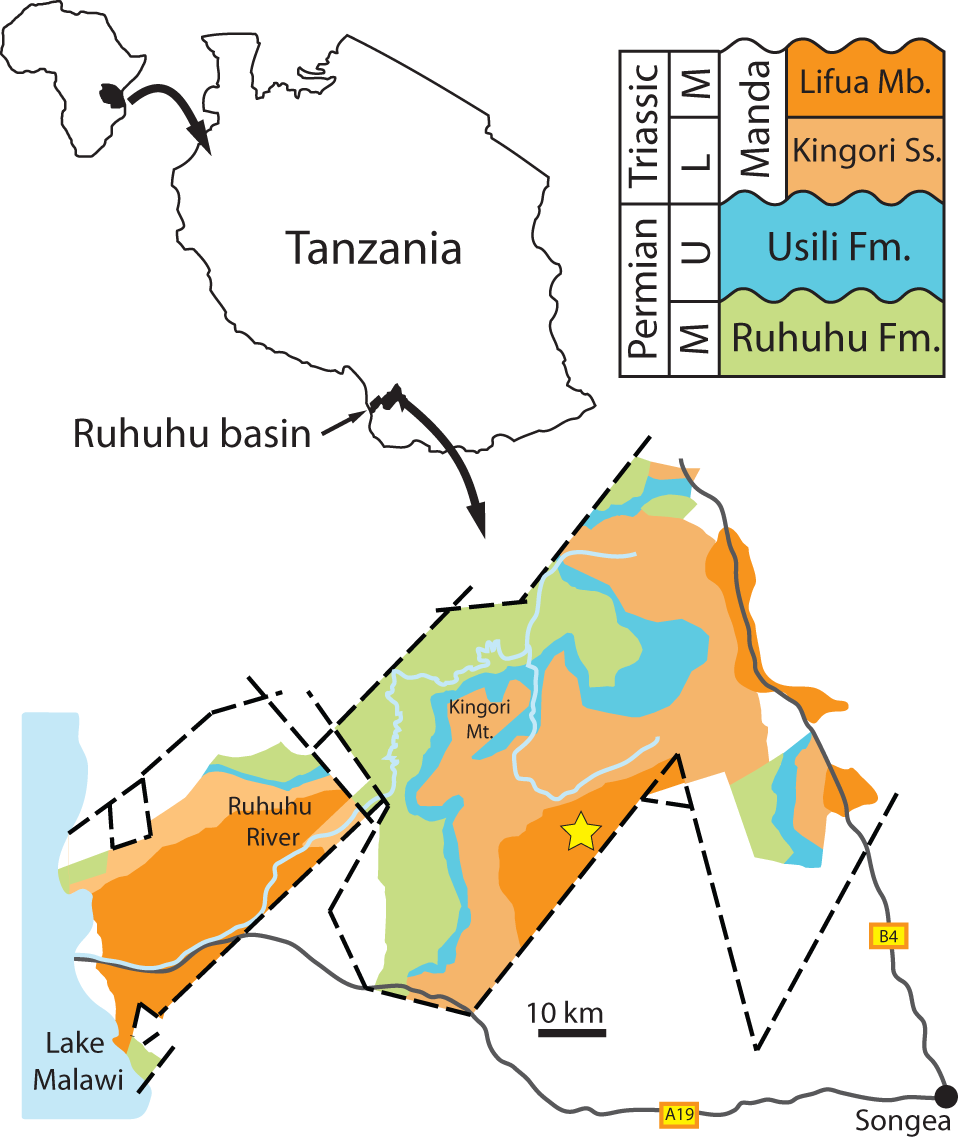
Manda Formation, Tanzania

Au moment de sa publication en 1967, Cruickshank a émis l'hypothèse que la formation de Manda était de l'âge du Trias moyen et a également mentionné que certaines parties des lits de Manda étaient considérées comme l'équivalent stratigraphique des lits de Molteno d'Afrique du Sud. Cette dernière information était due au fait que Kannemeyeria latifrons, qui existait pendant la zone Cynognathus du Trias inférieur, était présente dans les deux formations.

### Publications originales
- [1942] (de) Friedrich von Huene, « Die Anomodontier des Ruhuhu-Gebietes in der Tübinger Sammlung [Anomodontia of Ruhuhu valley in the collection of Tübingen] », Palaeontographica Abteilung, vol. A 94,‎ 1942, p. 154-184.
- A. R. I. Cruickshank, « A new dicynodont genus from the Manda Formation of Tanzania (Tanganyika) », Journal of Zoology, vol. 153, no 2,‎ 1967, p. 163–208 (ISSN 0952-8369, DOI 10.1111/j.1469-7998.1967.tb04059.x)